# 신율 (1572년)
신율(申慄, 1572년 ~ 1613년)은 조선 중기의 문신이다. 자는 구이(懼而), 경백(敬伯)이고 본관은 평산(平山)이다. 사간원헌납, 성균관전적, 사헌부지평 등을 역임했다.

## 가족 관계
- 증조부 : 신정미(申廷美)
  - 할아버지 : 신점(申點)[1]
    - 아버지 : 신순일(申純一)
    - 어머니 : 이광현(李光顯)의 딸

## 참고 자료
- 선조실록(宣祖實錄)
- 선조수정실록(宣祖修正實錄)
- 광해군일기(光海君日記)
- 인조실록(仁祖實錄)
- 국조방목(國朝榜目)